# ما شی

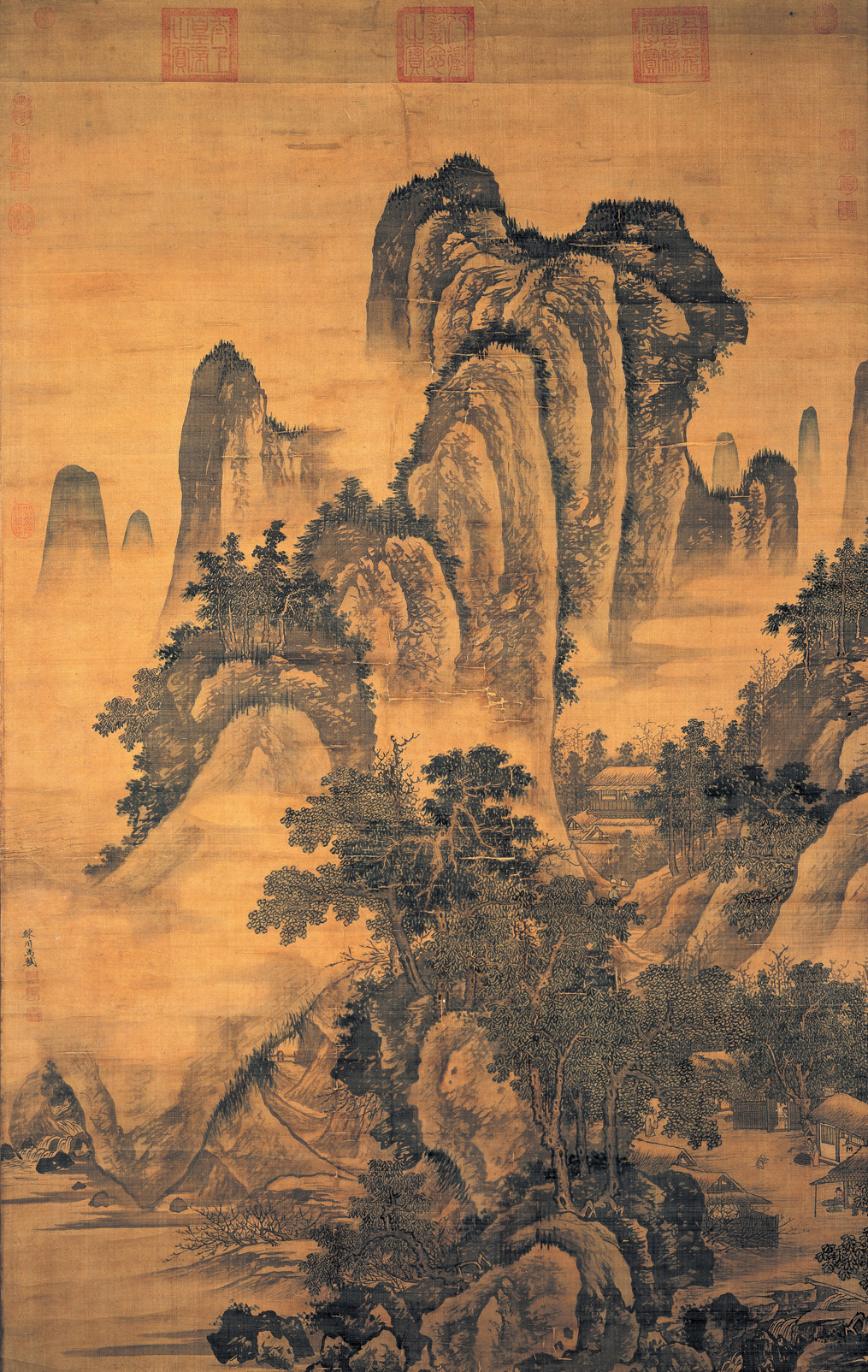
زندگی در یک دهکدهٔ کوهستانی در بهار اثر ما شی، موزه ملی کاخ، تایپه

ما شی (چینی ساده: 马轼، چینی سنتی: 馬軾، پین‌یین: Mǎ Shì، وید جایلز: Ma Shih) شاعر و نقاش منظره چینی در زمان امپراتوری شوان‌ده در اوایل دوران دودمان مینگ بود. نام دیگر او جینگ‌جانگ و از اهالی جیادینگ (شانگهای امروزی در چین) بود. از تاریخ تولد و مرگ او اطلاعی در دست نیست.